# ريجينا لين
ريجينا لين (بالإنجليزية: Regina Lynn)‏ هي مدونة صوتية وصحفية أمريكية، ولدت في 17 مايو 1971.

## وصلات خارجية
- ريجينا لين على موقع إن إن دي بي (الإنجليزية)